# Plusia kurilensis
Plusia kurilensis är en fjärilsart som beskrevs av Felix Bryk 1948. Plusia kurilensis ingår i släktet Plusia och familjen nattflyn. Inga underarter finns listade i Catalogue of Life.